# Ranken River
Der Ranken River ist ein Fluss im Osten des australischen Northern Territory. Er führt nicht ganzjährig Wasser.

## Geografie

### Flusslauf
Der Fluss entsteht im Barkly Tableland durch den Zusammenfluss des Cigarette Hole Creek und des White Hole Creek. Er fließt nach Süden, unterquert den Barkly Highway und wendet seinen Lauf dann nach Südosten. Etwa zwölf Kilometer südwestlich von Austral Downs mündet er in den Georgina River.

### Nebenflüsse mit Mündungshöhen
Er hat folgende Nebenflüsse:
- Cigarette Hole Creek – 244 m
- White Hole Creek – 244 m
- Twelve Mile Creek – 227 m
- Lome Creek – 224 m
- James River – 198 m

### Durchflossene Seen
Der Ranken River durchfließt ein Wasserloch, das den größten Teil des Jahres mit Wasser gefüllt ist, auch wenn der Fluss selbst trocken liegt:
- Boorodo Waterhole – 229 m